# 西萊恩 (密蘇里州)
西萊恩（英語：West Line）是位於美國密蘇里州卡斯縣的村。

## 人口
根據2020年美國人口普查的數據，西萊恩的面積為1.18平方千米，皆為陸地。當地共有人口117人，而人口密度為每平方千米99人。